# Yahoo! Movies
Yahoo! Movies (cu sensul de Yahoo! Filme; anterior Upcoming Movies, cu sensul de Filme viitoare), furnizat de rețeaua Yahoo!, găzduiește o colecție mare de informații despre filme, lansări anterioare și noi, trailere și videoclipuri, informații de box office și informații despre cinematografe. Include, de asemenea, fotografii de pe covorul roșu, galerii de actori și fotografii. Utilizatorii pot citi recenziile criticilor, scrie și citi alte recenzii ale utilizatorilor, pot obține recomandări personalizate de filme, pot cumpăra online bilete și pot crea și vizualiza listele altor utilizatori cu filmele lor preferate. 

## Acoperire specială
Yahoo! Movies dedică un spațiu special Premiilor Oscar cu un site special Oscar. Site-ul Oscar include articole, o listă cu câștigătorii, fotografii, videoclipuri și sondaje.
Din 2002 până în 2007, Yahoo! Movies a fost gazda Greg's Previews of Upcoming Movies, o versiune îmbunătățită a Upcomingmovies.com, care a fost scris de  Greg Dean Schmitz.
Yahoo! Movies conține, de asemenea, ghiduri speciale, cum ar fi Ghidul filmelor de vară, care conține informații despre lansările majore ale verii, cu trailere și videoclipuri exclusive, fotografii, informații de box office, sondaje și conținut editorial unic.
În plus, Yahoo! Movies s-a alăturat MTV pentru a găzdui un site special pentru MTV Film Awards, care va cuprinde informații despre emisiuni și o secțiune în care utilizatorii pot trimite scurtmetraje originale de filme de parodie a filmelor din anul trecut pentru șansa de a câștiga noul premiu, Best Movie Spoof.

## Date cheie
- 12 mai 1998 - Yahoo! anunță lansarea Yahoo! Movies.[6]
- 25 mai 2005 - Yahoo! Movies lansează recomandări de filme personalizate.[7]